# Vanessa Hudgens
Pour les articles homonymes, voir Hudgens.
Vanessa Hudgens, née le 14 décembre 1988 à Salinas (Californie), est une actrice, chanteuse, danseuse, mannequin et productrice américaine.
Elle est révélée au grand public pour avoir incarné Gabriella Montez dans la série de films High School Musical.
Elle est apparue dans plusieurs séries télévisées comme Les Quintuplés, Une famille presque parfaite, Muchas Gracias, Drake et Josh et La Vie de palace de Zack et Cody. En 2017, elle porte l'éphémère série fantastique Powerless.
Après avoir fait ses débuts dans le film dramatique Thirteen (2003), elle reçoit des critiques positives pour sa prestation dans le film College Rock Stars (2009). Elle rejoint ensuite les blockbusters Sucker Punch (2011) et Voyage au centre de la Terre 2 : L'Île mystérieuse (2012). Souhaitant se détacher de son image d'enfant star, elle est ensuite à l'affiche des plus adultes Spring Breakers (2012) et Machete Kills (2013). Elle poursuit sur sa lancée avec le thriller dramatique Suspect (2013), puis porte le drame indépendant salué Gimme Shelter (2013). Par la suite, elle est notamment à l’affiche de la comédie horrifique Freaks of Nature (2015), elle joue dans l'adaptation télévisuelle, acclamée par la critique, de la comédie musicale Grease, intitulée Grease: Live! (2016), qui est jouée et retransmise en direct. Elle renouvelle cette expérience avec Rent (2019).
En 2018, elle interprète le double rôle-titre de Stacy De Novo, une pâtissière, et de la duchesse Margaret de Montenaro dans le téléfilm de Noël La Princesse de Chicago et elle seconde Jennifer Lopez dans la comédie romantique Seconde Chance. Elle est ensuite à l'affiche de Polar (2019) et de L'Alchimie de Noël (2019), de Bad Boys for Life (2020) et est de retour dans La Princesse de Chicago 2 : Dans la peau d'une reine sorti sur Netflix en novembre 2020. Elle incarne cette fois-ci trois rôles, Stacy De Novo désormais devenue princesse, la duchesse Lady Magaret de Montenaro ainsi que Fiona, la cousine de Margaret. Elle est à l'affiche de La Princesse de Chicago 3 en 2021.
En tant que chanteuse, Vanessa Hudgens sort son premier album intitulé V le 26 septembre 2006 qui est placé vingt-quatrième au Billboard 200 puis certifié or par la RIAA. Son deuxième album intitulé Identified sort le 1er juillet 2008.

## Biographie

### 1988-2005: son enfance et ses débuts
Née à Salinas en 1988, Vanessa Anne Hudgens est la fille aînée de Gina Guangco (née le 18 novembre 1960), employée de bureau puis femme au foyer, et de Gregory Hudgens (22 juin 1950 - 30 janvier 2016), pompier de profession. Elle a grandi le long de la côte ouest des États-Unis, entre l'Oregon et la Californie du Sud, avec ses deux parents et sa sœur cadette, Stella Teodora Hudgens (née en 1995). Sa mère est originaire de Mindanao et a émigré aux États-Unis en 1985, à l'âge de 25 ans, peu avant d'épouser Greg Hudgens. Elle est également d'ascendance irlandaise, française et amérindienne du côté de son père. Ses grands-parents maternels et paternels étaient musiciens.
Dès l'âge de 8 ans, Vanessa commence à jouer dans plusieurs comédies musicales au théâtre et elle apparaît dans plusieurs productions locales comme Carousel, Le Magicien d'Oz, Le Roi et moi, The Music Man et Cendrillon. Au bout de deux ans de carrière au théâtre, elle commence à auditionner pour des publicités et des séries télévisées. Sa famille s'installe à Los Angeles lorsqu'elle obtient un rôle pour une publicité,. Elle lance sa carrière d'actrice à l'âge de 15 ans. Elle est brièvement allée au lycée Orange County High School of the Arts avant de poursuivre ses études à la maison avec un tuteur.
En 2002, Vanessa Hudgens a eu son premier rôle dans la sitcom Une famille presque parfaite. Grâce à son intervention dans la série, elle fit une apparition dans Los Angeles : Division homicide. En 2003, Vanessa signe pour son premier rôle au cinéma, dans le film indépendant Thirteen dans lequel elle incarne une amie du personnage central Tracy (interprétée par Evan Rachel Wood). Le film a eu un succès commercial recevant des critiques positives. Elle poursuit sur sa lancée avec le rôle principal du film de science-fiction Thunderbirds. Cependant, le film a reçu des critiques négatives.

### 2006-2009:High School Musicalet carrière musicale

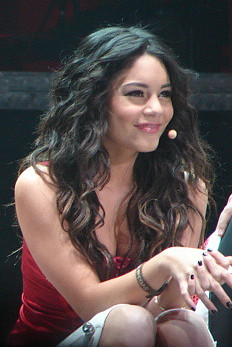
Vanessa Hudgens en concert avec la troupe HSM en décembre 2006.

En 2005, Vanessa obtient le rôle de Gabriella Montez dans le Disney Channel Original Movie, High School Musical. Dans le film, elle joue le rôle de la nouvelle élève du lycée East High, timide et réservée, qui tombe amoureuse du capitaine de l'équipe de basket-ball du lycée. Elle joue aux côtés de Zac Efron et Ashley Tisdale. Le film fut diffusé pour la première fois sur Disney Channel le 20 janvier 2006 et a réuni plus de 7,7 millions de téléspectateurs qui fut un record mais en août 2006, cette production se fait dépasser par un autre Disney Channel Original Movie, Les Cheetah Girls 2 qui a réuni plus de 8,1 millions de téléspectateurs. Au Royaume-Uni, le film réunit plus de 789 000 téléspectateurs puis dans la semaine après sa première diffusion, il réunit plus 1,2 million de téléspectateurs, ce qui fait qu'il devient le deuxième film le plus vu sur Disney Channel en 2006. Le 29 décembre 2006, il devient le premier film de Disney Channel à être diffusé sur la chaîne BBC.
Elle auditionne entre-temps, pour un rôle dans Destination finale 3, finalement attribué à Amanda Crew.
Pour cette production, Vanessa a enregistré plusieurs chansons qui ont eu un grand succès commercial. Le duo avec Zac Efron, Breaking Free, fut le seul single de Vanessa à être en tête du Billboard Hot 100 et fut placé quatrième dans les charts. Le single fut aussi placé neuvième dans les charts au Royaume-Uni.
En 2006, Vanessa signe un contrat avec le label Hollywood Records. En septembre 2006, elle sort son premier album intitulé V. Il a été placé vingt-quatrième au Billboard 200 puis le 27 février 2007, il a été certifié or par la RIAA. Son premier single, Come Back to Me, a connu un grand succès. Son deuxième single fut Say Ok. Le Top Billboard considère alors l'album V comme le septième meilleur album de l'année.
En 2007, Vanessa tourne le deuxième film de HSM, High School Musical 2. Le film est sorti le 17 août 2007 et réunit plus de 17,2 millions de téléspectateurs sur Disney Channel ce qui en fait le film le plus vu de tous les temps,,. Disney Channel diffuse un programme hebdomadaire intitulé Road to High School Musical 2 dès le 8 juin 2007 qui mène à l'avant-première de High School Musical 2 en août 2007. Ce programme diffuse également les coulisses du tournage du film. Afin de faire la promotion du film avant sa sortie, le single What Time Is It? est sorti le 25 mai 2007 sur Radio Disney, puis le 13 juillet 2007, ils sortent le single You Are the Music in Me. Cette année-là, elle reçoit également un prix Bravo Otto de la meilleure actrice de télévision. 

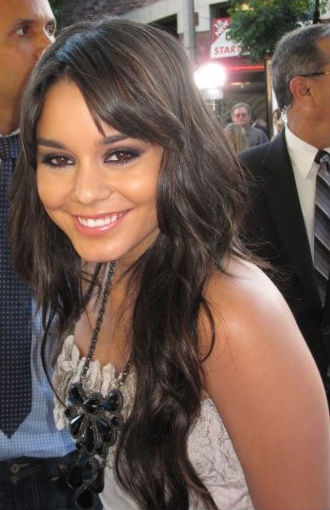
Vanessa Hudgens à l'avant-première de College Rock Stars en août 2009.

En 2007, Vanessa commence à travailler en studio sur son deuxième album. Le 1er juillet 2008, Vanessa sort son deuxième album intitulé Identified qui a reçu des critiques positives. Il s'est vendu à plus de 22 000 copies dès la première semaine après sa sortie, soit 12 000 moins de copies que pour son premier album. Il a été placé vingt-troisième au Billboard 200. Le premier et seul single de l'album intitulé Sneakernight a été placé quatre-vingt-huitième au Billboard Hot 100. Vanessa est partie en tournée, le Identified Summer Tour, du 1er août 2008 au 9 septembre 2008. Après l'échec de son deuxième album, Vanessa se sépare de son label Hollywood Records. En 2012, il n'a pas été confirmé si Vanessa avait de nouveau un label ou travaillait sur un troisième album.

Le troisième et dernier film de la saga, High School Musical 3 : Nos années lycée, est sorti au cinéma en 2008. Grâce à sa performance, elle a remporté un Kids' Choice Awards dans la catégorie Actrice de films préférée. Le film est sorti en DVD Blu-Ray en février 2009 et le 1er novembre 2009, le DVD s'est vendu à plus de 12 millions de copies à travers le monde.

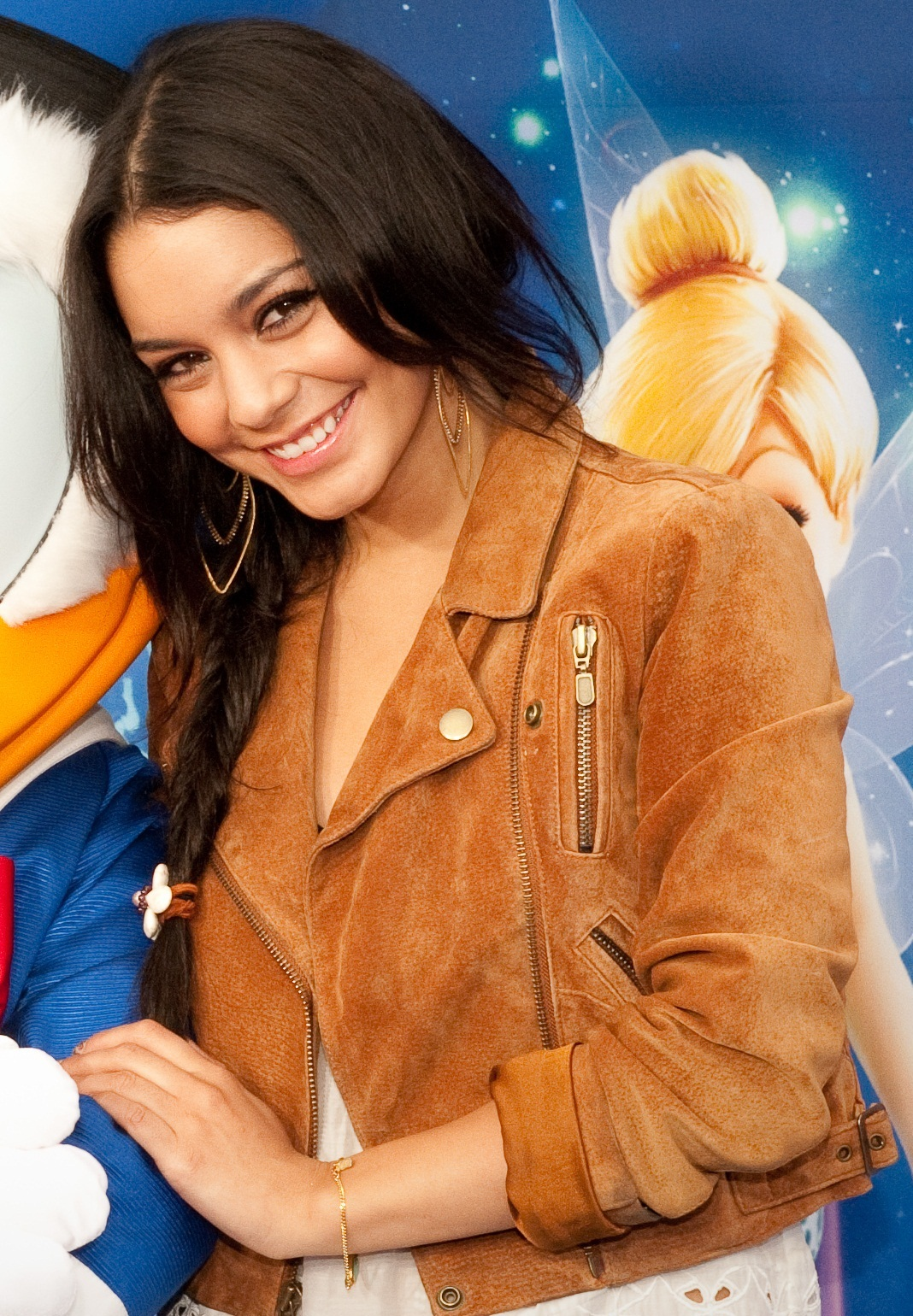
Vanessa Hudgens à l'avant-première de Disney's World of Color en juin 2010.

Une fois la saga High School Musical terminée, Vanessa déclare qu'elle fait une pause dans sa carrière musicale afin de pouvoir se consacrer à sa carrière d'actrice. Elle décroche le rôle principal dans la comédie musicale, College Rock Stars, sortie le 14 août 2009 au cinéma,. Le film est un échec au box office mais Hudgens se distingue et reçoit des critiques positives sur sa performance.

### 2010-2014: ascension cinématographique
L’actrice choisit ensuite de remonter sur les planches de théâtre avec la comédie musicale Rent. La pièce est jouée du 6 au 8 août 2010 au Hollywood Bowl. Son implication dans la pièce divise la critique mais le réalisateur Neil Patrick Harris prendra alors sa défense. Cette étape dans sa carrière est considérée comme un bon moyen pour l'actrice de s'extirper de cette image d'enfant star. Cette même année, Hudgens est élue Star féminine de demain par l'organisation National Association of Theatre Owners. 

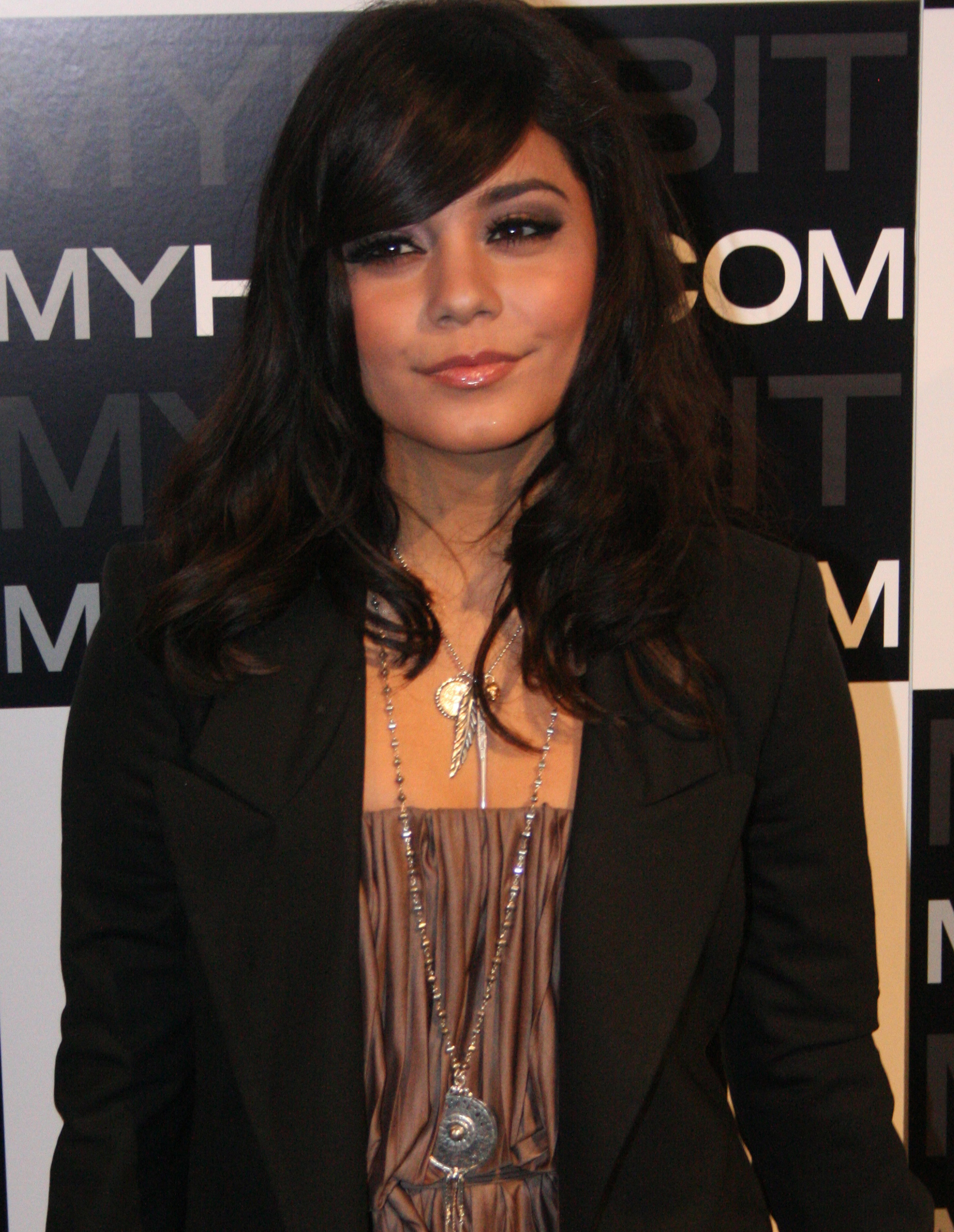
Vanessa Hudgens lors du My Habit launch en mai 2011.

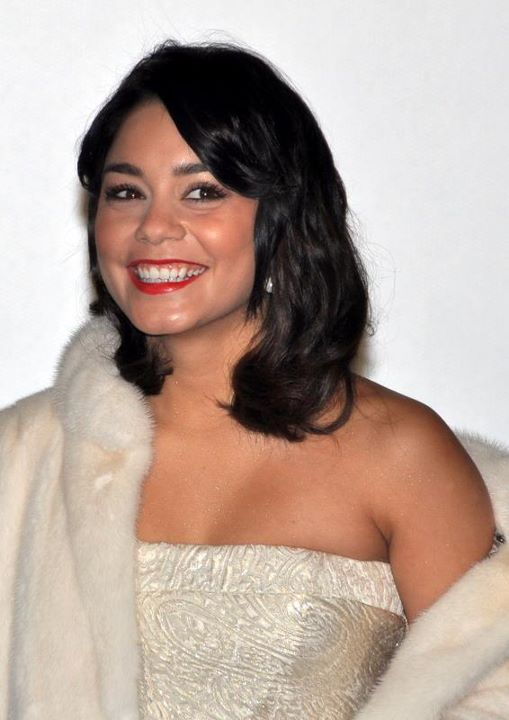
Vanessa Hudgens à l'avant-première parisienne de Voyage au centre de la terre 2 : l'île mystérieuse.

En 2011, Vanessa intervient dans deux films. En début d'année 2009, il a été annoncé que Vanessa jouerait dans le film fantastique Sortilège basé sur un roman de l'auteur Alex Flinn baptisé également Sortilège. Elle joue le rôle principal féminin aux côtés de Alex Pettyfer et Mary-Kate Olsen. Le film est sorti le 4 mars 2011 et a reçu des critiques majoritairement négatives mais la production est néanmoins rentabilisée au box office.
Elle rejoint la distribution principale féminine dans le blockbuster d'action, Sucker Punch, qui est sorti au cinéma en mars 2011. Cependant, le film est une déception côté box office car il n'est que légèrement rentabilisé en plus d'une réception critique moyenne. Il décroche néanmoins une nomination lors des Scream Awards 2011. Il est sorti en DVD Blu-Ray le 28 juin 2011.
En 2012, Vanessa Hudgens rejoint le casting du film d'aventures Voyage au centre de la Terre 2 : L'Île mystérieuse aux côtés de Josh Hutcherson et Dwayne Johnson. Cette super production empoche près de 365 000 000 dollars. Malgré cet évident succès au box office, le film divise la critique.
En novembre 2011, il a été annoncé que Vanessa jouerait dans le film dramatique Spring Breakers aux côtés de Selena Gomez, Ashley Benson et James Franco. Le film s'est tourné du 28 février 2012 au 30 mars 2012 à Sarasota en Floride. Le film est sorti au cinéma le 6 mars 2013. Cette production se fait remarquer malgré une réception critique mitigée,.
L'année suivante, elle prête sa voix au film animé The Great Migration avec Ashley Tisdale, Ashley Benson, Kendall Schmidt et Logan Henderson. Le 8 août 2013 est diffusé sur E! son émission de téléréalité en duo avec Ashley Tisdale, Vanessa & Ashley: Inner Circle.
Continuant à sélectionner des rôles opposés à Gabriella Montez, elle est ensuite choisie pour jouer dans le drame indépendant Gimme Shelter où elle incarne le rôle d'une jeune fille de seize ans, enceinte, prénommée Apple qui est à la recherche de son père biologique. Le film sort aux États-Unis en 2013. La critique souligne les progrès de l'actrice et l'œuvre est également saluée.
Cette même année, elle incarne Cindy Paulson, une jeune fille de dix-sept ans, qui a réussi à s'échapper des griffes d'un tueur en série dans le thriller Suspect (The Frozen Ground) qui est basé sur une histoire vraie, mettant en vedette Nicolas Cage et John Cusak.

### Depuis 2014: passage à Broadway, diversification

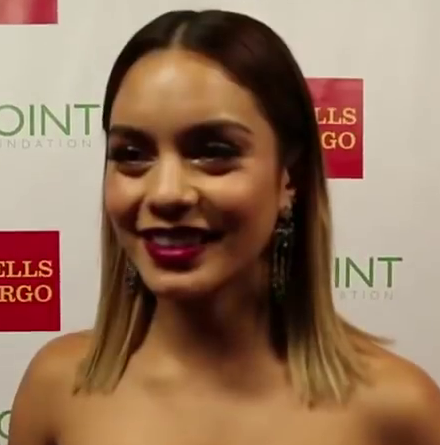
Hudgens en 2014.

Le 10 septembre 2014, elle annonce sur son compte Instagram qu'elle vient d'avoir le rôle principal dans une pièce de théâtre pour Broadway, Gigi ; elle se produit du 16 janvier au 12 février 2015 à Broadway.
Début 2015, sort la comédie d'horreur Freaks of Nature, dans laquelle l'actrice joue aux côtés d'Ed Westwick et Bob Odenkirk. Le film s'est tourné en 37 jours et dans trois villes différentes du comté de Los Angeles : Santa Clarita, Temple City et Van Nuys High School. Sorti dans un nombre restreint de salles, ce film passe inaperçu.
Le 31 janvier 2016, elle joue Rizzo dans le téléfilm live Grease: Live!. Elle dédie sa performance à son père, mort d'un cancer la veille de sa prestation et reçoit les éloges de la critique. Cette adaptation est aussi très bien reçue et réuni 8,92 millions de téléspectateurs, en faisant le programme le plus regardé de la soirée.
En 2016, elle décroche son premier grand rôle à la télévision en devenant le personnage principal de la série télévisée Powerless, inspirée de l'univers de l'éditeur DC Comics. Elle incarne Emily Locke, l'employée d'une compagnie d'assurance qui se trouve dans un monde rempli de super-héros. Diffusée en début d'année 2017, la série est annulée par NBC, deux épisodes avant la fin de la première saison, en raison des audiences insuffisantes.
En avril 2017, elle revient à la musique avec la chanson Reminding Me en duo avec le chanteur pop, auteur-compositeur, Shawn Hook.

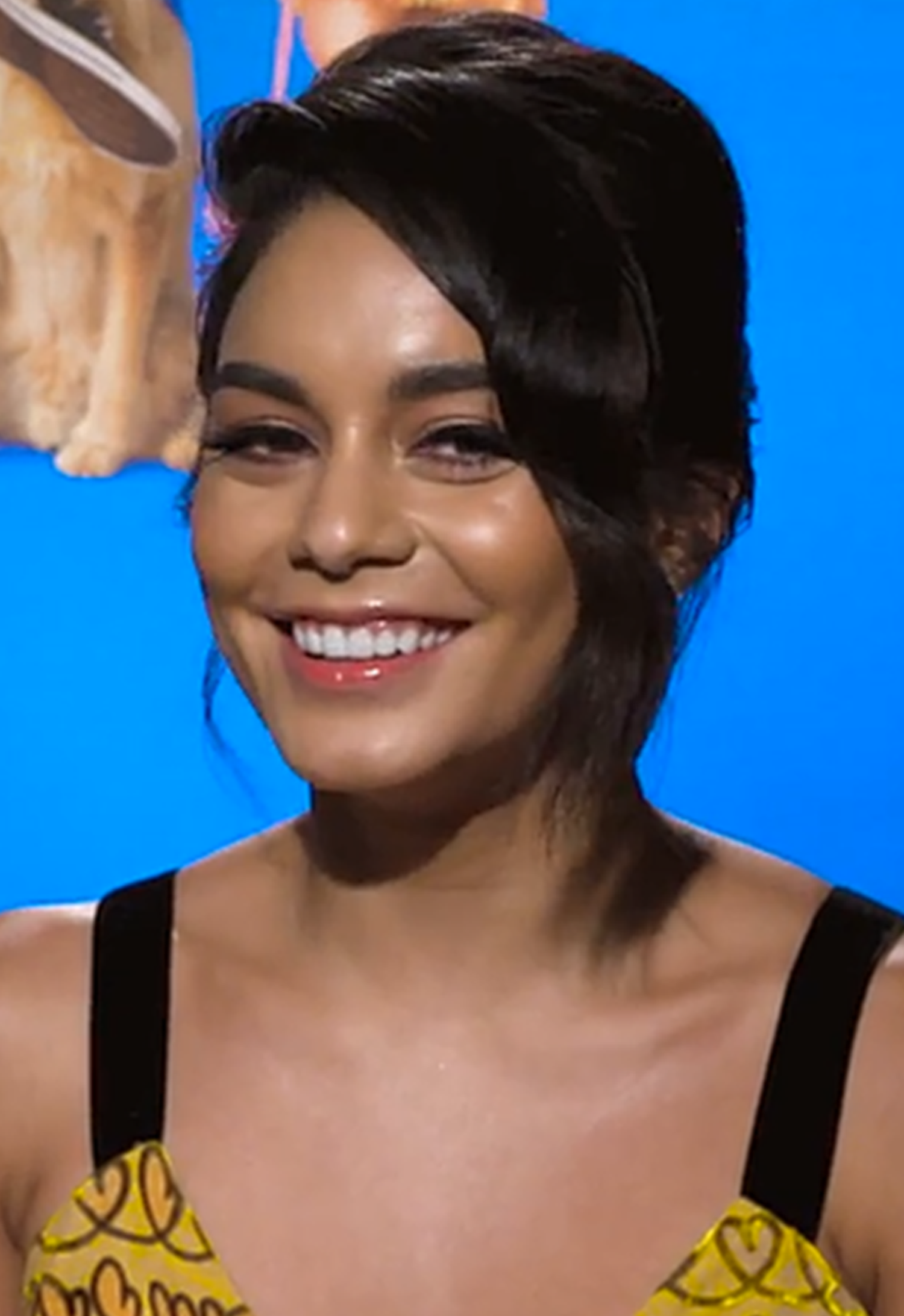
Vanessa Hudgens durant une interview pour promotion du film Dog Days en 2018.

2018 est une année bien remplie puisqu'elle est à l’affiche de deux longs métrages : la comédie romantique Seconde Chance de Peter Segal avec Milo Ventimiglia et Jennifer Lopez, puis, la comédie familiale Dog Days dont elle partage la vedette aux côtés de Finn Wolfhard, Nina Dobrev et Eva Longoria. De plus, à la télévision, elle participe en tant que juge à l’émission américaine populaire So You Think You Can Dance. Elle est aussi la vedette d’un téléfilm de Noël, une romance distribuée par Netflix, La Princesse de Chicago,,. La même année, après une parenthèse importante en tant que chanteuse principale, elle collabore avec le duo Phantoms sur le titre Lay With Me, dont le clip est un clin d’œil à ses années High School Musical. Elle présente aussi sa première collection de costumes, en collaboration avec la marque Suistudio.
En 2019, elle renouvelle l'expérience du téléfilm diffusé en direct à la télévision, avec la comédie musicale Rent de la FOX, dont elle est l'une des vedettes principales. Sa performance est saluée. Elle seconde Mads Mikkelsen dans le film d'action néo-noir, Polar du réalisateur suédois Jonas Åkerlund. Il s’agit de l’adaptation du roman graphique Polar: Came from the Cold de Víctor Santos (2012). Le film est distribué par la plateforme Netflix mais il est globalement laminé par les critiques. En fin d'année, elle poursuit sa collaboration avec la plateforme, en étant une nouvelle fois la vedette d'un unitaire sur le thème de Noël, L'alchimie de Noël, dans lequel elle incarne une professeur de science qui doit aider un chevalier, incarné par Josh Whitehouse, à retourner dans son époque.
En 2020, elle rejoint la distribution de Bad Boys for Life, troisième volet de la série de films Bad Boys, il fait suite à Bad Boys : Flics de choc (1995) et Bad Boys 2 (2003) tous deux réalisés par Michael Bay. En fin d'année, elle est à l'affiche de La Prince de Chicago : dans la peau d'une reine, suite de la comédie romantique La Princesse de Chicago,, sortie deux ans plus tôt. Dans ce deuxième volet de cette comédie romantique de Noël, elle joue trois personnages.

### Vie privée

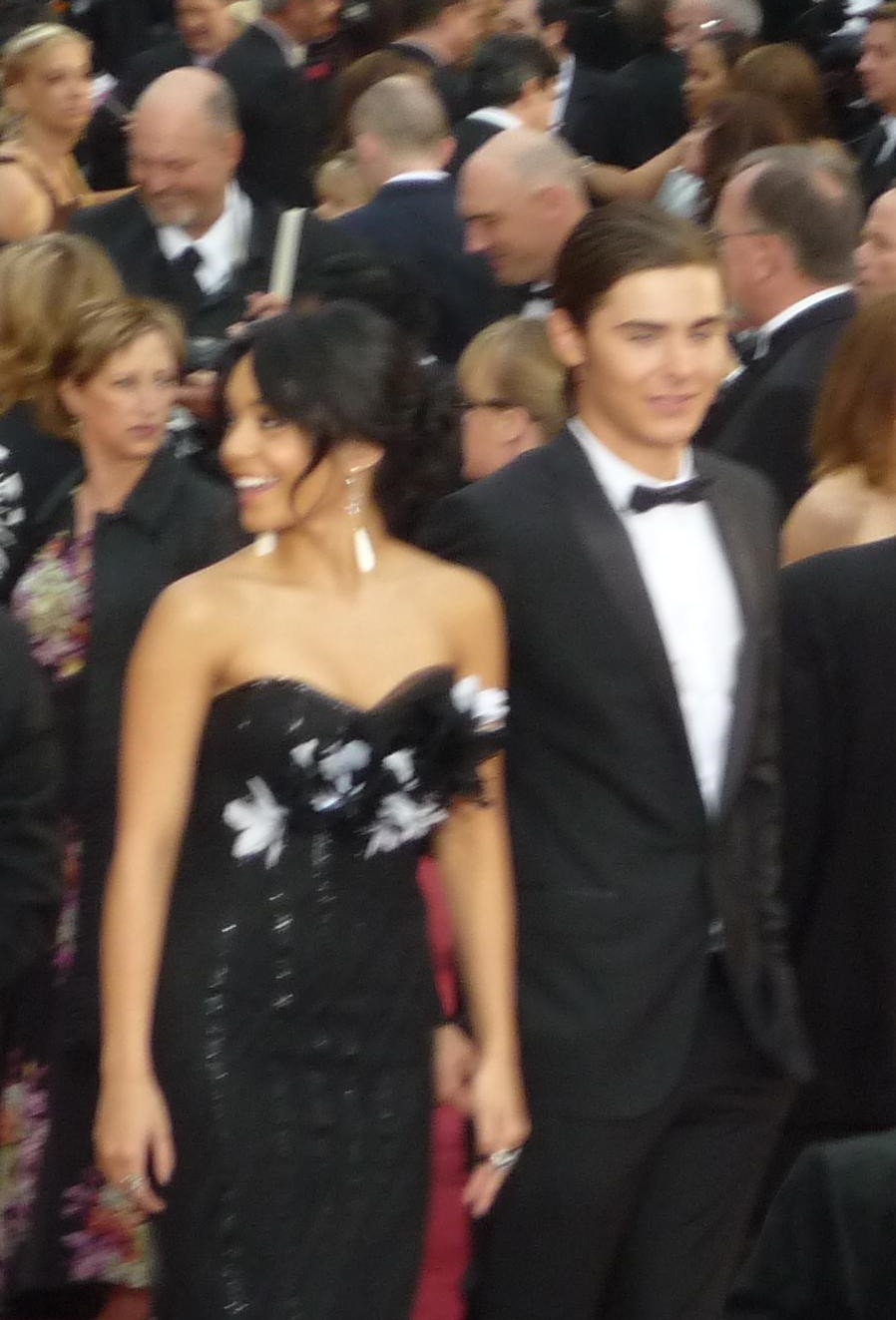
Vanessa Hudgens en compagnie de son compagnon de l'époque Zac Efron à la 81e cérémonie des Oscars le 22 février 2009.

En début d'année 2005, à 16 ans, Vanessa Hudgens rencontre l'acteur américain Zac Efron lors des auditions pour High School Musical. Déjà très complices, ils entament une relation secrète sur le tournage du premier film de la saga à la fin de l'été 2005. C'est en mars 2007 qu'ils officialisent leur couple dans le clip Say Ok de Vanessa Hudgens,, et deviennent l'un des couples emblématiques au sein d'Hollywood,. Le 13 décembre 2010, ils annoncent leur séparation après plus de cinq ans de relation,,. En 2020, Vanessa Hudgens révèle qu'au fil des années, ils se sont perdus de vue et qu'ils ne se côtoient plus du tout.
Ensuite, de janvier à juin 2011, elle fréquente l'acteur américain Josh Hutcherson, son partenaire dans Voyage au centre de la Terre 2 : L'Île mystérieuse,. De juillet à août 2011, elle a une liaison avec le musicien suédois Felix Rodriguez (né le 19 novembre 1979), guitariste du groupe de rock The Sounds.
De septembre 2011,, à décembre 2019,, elle partage la vie de l'acteur américain Austin Butler.
Durant la pandémie de Covid-19, Vanessa Hudgens rencontre le joueur de baseball américain Cole Bryson Tucker (né le 3 juillet 1996), via un appel Zoom de méditation. Ils commencent à se fréquenter en novembre 2020, mais c'est en février 2021 qu'ils officialisent leur couple, à l'occasion de la Saint-Valentin. Le 2 février 2023, TMZ révèle que le couple s'est fiancé en fin d'année 2022,. Ils se marient le 2 décembre 2023 à Tulum,. En mars 2024, Vanessa Hudgens dévoile être enceinte de son premier enfant. Le 3 juillet 2024, la presse dévoile que Vanessa Hudgens a accouché d'un petit garçon. En juillet 2025, elle annonce être enceinte de son deuxième enfant.

## Image publique
Le 6 septembre 2007, des photos de Vanessa Hudgens posant nue puis en lingerie circulent sur Internet. Son porte-parole déclare alors que ces photos ont été prises dans l'intimité et que c'était regrettable qu'elles aient atterri sur le Web. Plus tard, Vanessa s'excuse pour les photos et déclare être « embarrassée par la situation » et « regrette d'avoir pris ces photos ». Après la diffusion des photos, des rumeurs circulent disant que Vanessa serait renvoyée de chez Disney Channel et ne jouera pas dans le troisième film de High School Musical, mais Vanessa dément les rumeurs,.
En août 2009, une autre série de photos nues de Vanessa circule sur Internet. Selon le magazine américain Us Weekly, d'autres photos nues de Vanessa ont été envoyées sur Internet le 15 mars 2011.
Le 20 septembre 2014, Vanessa est à nouveau la cible d'un hacker qui a dévoilé sur Internet plusieurs photos dénudées de la jeune femme. Cette année-là, elle est classée à la vingt-huitième place des 100 femmes les plus sexy selon le magazine Maxim.

### Ambassadrice d'une marque
- 2007 : Neutrogena[106]
- 2009 : Face Of Sears Arrive Lounge
- 2009 : Eckō Unlimited
- 2011 : Candie's
- 2013 : Bongo

## Théâtre

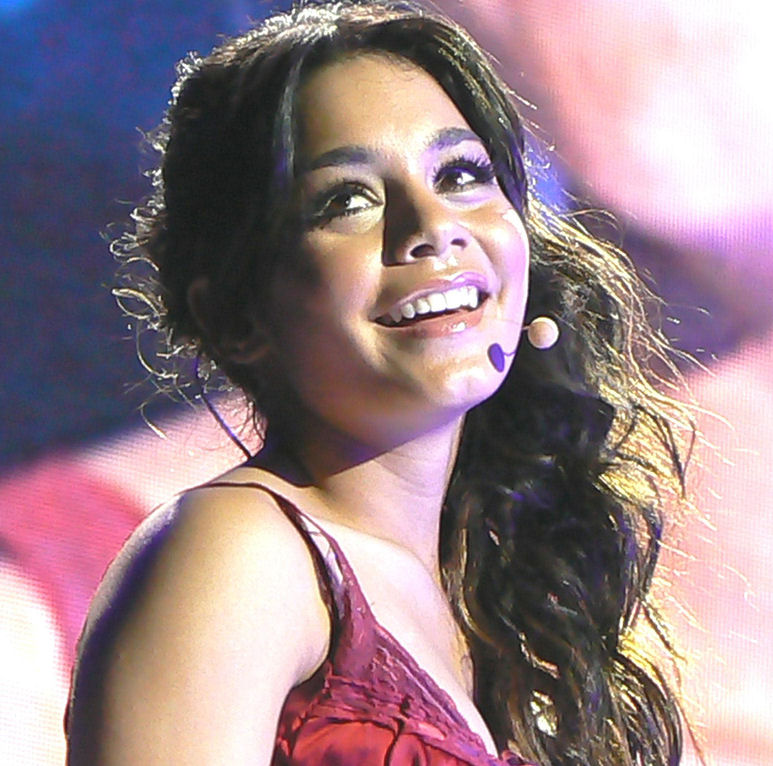
Vanessa Hudgens en concert en janvier 2007.

- 1998 : Dr. Seuss' How the Grinch Stole Christmas! The Musical : Cindy-Lou Who
- 1998 : The King and I
- 1999 : Damn Yankees
- 1999 : The Wizard of Oz : Dorothy Gale
- 2000 : Cinderella : Cinderella
- 2000 : The Little Mermaid : Ariel
- 2001 : Charlotte's Web : Fern Arable
- 2002 : A Christmas Carol
- 2002 : Carousel
- 2003 : Evita
- 2003 : The Music Man
- 2010 : Rent : Mimi Marquez
- 2015 : Gigi on Broadway : Gigi
- 2018 : In The Heights : Vanessa

## Filmographie

### Cinema

#### Longs métrages
- 2003 : Thirteen de Catherine Hardwicke : Noël
- 2004 : Thunderbirds de Jonathan Frakes : Tin-tin
- 2008 : High School Musical 3 : Nos années lycée de Kenny Ortega : Gabriella Montez
- 2009 : College Rock Stars de Todd Graff : Sam
- 2011 : Sortilège de Daniel Barnz : Lindy Taylor
- 2011 : Sucker Punch de Zack Snyder : Blondie
- 2012 : Voyage au centre de la Terre 2 de Brad Peyton : Kailani
- 2012 : Spring Breakers d'Harmony Korine : Candy
- 2013 : Suspect de Scott Walker : Cindy Paulson
- 2013 : Machete Kills de Robert Rodriguez : Cereza
- 2013 : Gimme Shelter de Ron Krauss : Agnes « Apple » Bailey
- 2015 : Freaks of Nature de Robbie Pickering : Lorelei
- 2018 : Dog Days (en) de Ken Marino : Tara
- 2018 : Seconde Chance (Second act) de Peter Segal : Zoe
- 2018 : La Princesse de Chicago (Princess Switch) de Mike Rohl : Stacy de Novo / Lady Margaret
- 2019 : Polar de Jonas Åkerlund : Camille
- 2020 : Bad Boys for Life d'Adil El Arbi et Bilall Fallah : Kelly
- 2020 : La Princesse de Chicago : Dans la peau d'une reine de Mike Rohl : Stacy De Novo / Lady Margaret / Fiona (également productrice[111])
- 2021 : Tick, Tick... Boom! de Lin-Manuel Miranda
- 2021 : La Princesse de Chicago : En quête de l'étoile de Mike Rohl : Stacy de Novo / Lady Margaret / Fiona (également productrice)
- 2022 : Entergalactic de Fletcher Moules : Karina (voix)
- 2024 : Chez les beaux-parents (French Girl) de James A. Woods et Nicolas Wright : Ruby Collins
- 2024 : Bad Boys: Ride or Die d'Adil El Arbi et Bilall Fallah : Kelly

### Télévision

#### Séries télévisées
- 2002 : Une famille presque parfaite : Tiffany (saison 1, épisode 4)
- 2002 : Los Angeles : Division homicide : Nicole, jeune (saison 1, épisode 10)
- 2002 : The Brothers Garcia (en) : Lindsey (saison 4, épisode 37)
- 2005 : Les Quintuplés : Carmen (saison 1, épisode 22)
- 2005 : Drake et Josh : Rebecca (saison 3, épisode 13)
- 2006 : La Vie de palace de Zack et Cody : Corrie Wilson (saison 2 - 4 épisodes[112])
- 2009 : Robot Chicken : Lara Lor-Van / Butterbear / Erin Esurance (voix, saison 4, épisode 19)
- 2017 : Powerless : Emily Locke (rôle principal - 12 épisodes)
- 2018 - 2019 : Drunk History : Jeanne d'Arc (1 épisode) / Marge Callaghan (1 épisode) / Mata Hari (1 épisode)

#### Téléfilms
- 2006 : High School Musical : Premiers pas sur scène de Kenny Ortega : Gabriella Montez
- 2007 : High School Musical 2 de Kenny Ortega : Gabriella Montez
- 2016 : Grease: Live! de Thomas Kail et Alex Rudzinski : Rizzo
- 2019 : Rent: Live! de Michael Greif et Alex Rudzinski : Maureen Johnson
- 2019 : L'Alchimie de Noël (The Knight Before Christmas) de Monika Mitchell : Brooke

### Production
Télévision
- 2015 - 2016 : #15SecondScare (mini-série, productrice exécutive de 14 épisodes)

## Distinctions

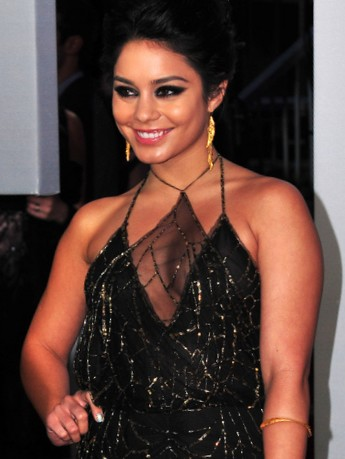
Vanessa Hudgens aux People's Choice Awards 2012.

Sauf indication contraire ou complémentaire, les informations mentionnées dans cette section proviennent de la base de données IMDb.

### Récompenses
- Teen Choice Awards 2006 : Meilleure alchimie pour High School Musical, prix partagé avec Zac Efron
- Bravo Otto 2007 : Meilleure actrice de télévision
- 10e cérémonie des Teen Choice Awards 2008 : Personnalité féminine la plus sexy
- Kids' Choice Awards 2009 : Meilleure actrice dans High School Musical 3
- ShoWest Convention 2010 : Star féminine de demain

### Nominations
- Imagen Awards 2006 : Meilleure actrice à la télévision pour High School Musical
- Teen Choice Awards 2006 : Révélation à la télévision pour High School Musical
- Young Artist Awards 2007 : Meilleure interprétation par une jeune actrice dans un téléfilm ou une mini série (comique ou dramatique) pour High School Musical
- Bravo Otto 2008 :
  - Meilleure actrice de télévision
  - Meilleure actrice de cinéma
- MTV Movie & TV Awards 2009 :
  - Meilleure révélation féminine pour High School Musical 3
  - Meilleur baiser pour High School Musical 3, nomination partagée avec Zac Efron
- Teen Choice Awards 2009 :
  - Meilleure actrice dans une comédie ou un musical pour High School Musical 3
  - Personnalité féminine la plus sexy
  - Meilleur baiser pour High School Musical 3, nomination partagée avec Zac Efron
- Kids' Choice Awards Australia 2010 : Meilleure couple, nomination partagée avec Zac Efron
- People's Choice Awards 2011 : Star de cinéma préférée de moins de 25 ans
- 13e cérémonie des Teen Choice Awards 2011 :
  - Meilleur baiser pour Sortilège, nomination partagée avec Alex Pettyfer
  - Personnalité féminine la plus fashion
- Teen Choice Awards 2012 : Meilleure actrice dans un film de science fiction ou fantastique pour Voyage au centre de la terre 2
- Alliance of Women Film Journalists 2013 : Actrice ayant le plus besoin d'un nouvel agent, nomination partagée avec Selena Gomez, Ashley Benson et Rachel Korine
- Kids' Choice Awards 2013 : Meilleure actrice pour Voyage au centre de la terre 2
- MTV Movie & TV Awards 2014 : Meilleur baiser pour Spring Breakers, nomination partagée avec Ashley Benson et James Franco

## Voix francophones
En version française, Adeline Chetail est la voix de Vanessa Hudgens dans la quasi-intégralité de ses apparitions. Elle la double notamment dans Thunderbirds, la trilogie High School Musical, Sucker Punch, Spring Breakers, Voyage au centre de la Terre 2 : L'Île mystérieuse , Suspect, Gimme Shelter, Freaks of Nature, la trilogie La Princesse de Chicago, Polar, Bad Boys for Life , Tick, Tick... Boom!. Anouck Hautbois la double dans La Vie de palace de Zack et Cody.
En version québécoise, elle est principalement doublée par Kim Jalabert, qui est sa voix High School Musical 3 : La Dernière Année, Bandslam, Sortilège, Le 2e Voyage : L'Île mystérieuse, Par amour des chiens, Deuxième Acte et  Mauvais garçons pour la vie. Geneviève Déry la double dans Les Sentinelles de l'air.